# 1a edició dels Premis de l'Audiovisual Valencià
La cerimònia d’entrega dels premis de la 1a edició dels Premis de l'Audiovisual Valencià va tenir lloc al Teatre Principal d'Alacant el 16 de novembre de 2018, patrocinada per l’Institut Valencià de Cultura. Fou dirigida per Juan Luis Iborra i presentada per l’actriu Maria Juan Donat. Hi va assistir el conseller de cultura Vicent Marzà i fou retransmesa a À Punt.
La gran triomfadora de la nit fou El desentierro de Nacho Ruipérez, que va guanyar sis premis (Millor Pel·lícula de Ficció, Millor Director, Millor Guió, Millor Muntatge, Millor Direcció Artística i Millor Direcció de Producció). L’alacantina Cecilia Bartolomé va guanyar el premi d'honor per la seva trajectòria com a pionera i dona directora.

## Palmarès i nominacions
El 5 de novembre s'anunciaren la llista de nominacions d'una llista de més de 40 obres entre llargmetratges, curtmetratges, sèries i videojocs que han sigut produïdes al País Valencià.

### Premis honorífics
- Cecilia Bartolomé
- Toni Canet[6]

### Millor llargmetratge de ficció
| Imatge                 | Pel·lícula         | Direcció       |
| ---------------------- | ------------------ | -------------- |
|                        | El desentierro     | Nacho Ruipérez |
| M'esperaràs            | Carles Alberola    |                |
| Perfectos desconocidos | Álex de la Iglesia |                |

### Millor llargmetratge documental
| Imatge                       | Pel·lícula                  | Direcció                 |
| ---------------------------- | --------------------------- | ------------------------ |
|                              | Experiment Stuka            | Rafa Molés i Pepe Andreu |
| Josep Renau. L’art en perill | Rafael Casañ i Eva Vizcarra |                          |
| L'estratègia del silenci     | Vicent Peris Lluch          |                          |

### Millor direcció
| Imatge             | Direcció               | Pel·lícula     |
| ------------------ | ---------------------- | -------------- |
|                    | Nacho Ruipérez         | El desentierro |
| Adán Aliaga        | Fishbone               |                |
| Álex de la Iglesia | Perfectos desconocidos |                |

### Millor guió
| Imatge                                       | Guió                            | Pel·lícula     |
| -------------------------------------------- | ------------------------------- | -------------- |
|                                              | Nacho Ruipérez, Mario Fernández | El desentierro |
| Adán Aliaga, Laura Calavia                   | Fishbone                        |                |
| Álex de la Iglesia, Jorge Guerricaechevarría | Perfectos desconocidos          |                |

### Millor Música Original
| Composició musical     | Pel·lícula       |
| ---------------------- | ---------------- |
| Iván Palomares         | En las estrellas |
| Joan Alavedra          | Formentera Lady  |
| Arnau Bataller Carreño | El desentierro   |

### Millor Actor Protagonista
| Imatge          | Actor protagonista | Pel·lícula      |
| --------------- | ------------------ | --------------- |
|                 | José Sacristán     | Formentera Lady |
| Carles Alberola | M'esperaràs        |                 |
| Jaime Linares   | Inocente           |                 |

### Millor Actriu Protagonista
| Imatge      | Actriu protagonista    | Pel·lícula |
| ----------- | ---------------------- | ---------- |
|             | Saida Benzal           | Fishbone   |
| Belén Rueda | Perfectos desconocidos |            |
| Laia Marull | Brava                  |            |

### Millor Actor de Repartiment
| Imatge          | Actor de Repartiment   | Pel·lícula |
| --------------- | ---------------------- | ---------- |
|                 | Álvaro Báguena         | Inocente   |
| Ernesto Alterio | Perfectos desconocidos |            |
| Pepón Nieto     | Perfectos desconocidos |            |

### Millor Actriu de Repartiment
| Imatge       | Actriu de Repartiment  | Pel·lícula      |
| ------------ | ---------------------- | --------------- |
|              | Pepa Juan              | Formentera Lady |
| Juana Acosta | Perfectos desconocidos |                 |
| Mamen García | Paella Today!          |                 |

### Millor Muntatge i Postproducció
| Muntatge i postproducció | Pel·lícula                   |
| ------------------------ | ---------------------------- |
| Teresa Font Guiteras     | El desentierro               |
| Manu de la Reina         | Josep Renau. L’art en perill |
| Domingo González         | Perfectos desconocidos       |

### Millor Direcció de Fotografia i Il·luminació
| Direcció de Fotografia i Il·luminació | Pel·lícula             |
| ------------------------------------- | ---------------------- |
| Gabo Guerra                           | La familia Dementia    |
| Pepe Pueyo                            | Fishbone               |
| Ángel Amorós                          | Perfectos desconocidos |

### Millor Direcció Artística
| Direcció Artística | Pel·lícula      |
| ------------------ | --------------- |
| Abdón Alcañiz      | El desentierro  |
| Rafa Jannone       | Fishbone        |
| Joan Sabaté        | Formentera Lady |

### Millor Direcció de Producció
| Direcció de Producció | Pel·lícula      |
| --------------------- | --------------- |
| Marifé de Rueda       | El desentierro  |
| Miguel Molina         | Fishbone        |
| Lluís Malet           | Formentera Lady |

### Millor So
| So                                        | Pel·lícula     |
| ----------------------------------------- | -------------- |
| José Manuel Sospedra, Iván Martínez-Rufat | Fishbone       |
| Antonio Rodríguez 'Mármol'                | El desentierro |
| José Manuel Sospedra                      | M'esperaràs?   |

### Millor Vestuari
| Vestuari        | Pel·lícula       |
| --------------- | ---------------- |
| Clara Bilbao    | En las estrellas |
| Giovanna Ribes  | El desentierro   |
| Mapi Boix       | Fishbone         |
| Cristina Martín | Formentera Lady  |

### Millor Maquillatge i Perruqueria
| Maquillatge i Perruqueria      | Pel·lícula             |
| ------------------------------ | ---------------------- |
| Lola Gómez                     | En las estrellas       |
| Piluca Guillem, Esther Guillem | Fishbone               |
| José Quetglas                  | Perfectos desconocidos |

### Millor Curtmetratge de Ficció
| Imatge    | Curtmetratge de ficció      | Direcció     |
| --------- | --------------------------- | ------------ |
|           | Scratch                     | David Valero |
| Distintos | Josevi García Herrero       |              |
| 9 pasos   | Marisa Crespo, Mosés Romera |              |

### Millor Curtmetratge d’Animació
| Imatge                   | Curtmetratge d'animació               | Direcció  |
| ------------------------ | ------------------------------------- | --------- |
|                          | El ermitaño                           | Raúl Díez |
| Palomitas                | Sergi Vizcaíno                        |           |
| LifeTime a PAC-MAN Story | Ramón Mascarós, Carlos Escutia García |           |

### Millor Curtmetratge Documental
| Imatge        | Curtmetratge Documental | Direcció                         |
| ------------- | ----------------------- | -------------------------------- |
|               | The Fourth Kingdom      | Àlex Lora i Cercós i Adán Aliaga |
| Life in boxes | Alexander Lemus         |                                  |